# Italiano burocratico
Con italiano burocratico si intende una varietà di lingua italiana resa poco comprensibile dall'uso di numerosi termini appartenenti al linguaggio burocratico, inteso come sottocodice della burocrazia. 

## Storia
Nato per necessità giuridiche, il linguaggio burocratico italiano fu una conseguenza della centralizzazione dell'amministrazione e del fatto che ha avuto un certo ruolo come modello durante l'insegnamento dell'italiano a scuola.

## Tipologie
Tra le varietà di italiano descritte in linguistica, si distingue per le seguenti caratteristiche sociolinguistiche:
- Sull'asse diafasico (vedi registro): è una varietà usata generalmente in contesti particolarmente importanti, e quindi compare nei discorsi e nei testi scritti particolarmente curati.
- Sull'asse diastratico: è una varietà praticata più spesso da parlanti di cultura e ceto medi e alti.
- Sull'asse diamesico: è legata allo scritto più che all'uso orale.

Per queste tre caratteristiche, risulta vicina all'italiano formale-aulico e all'italiano tecnico-scientifico.
Un testo può essere considerato burocratese se si distingue per l'uso di strutture inutilmente complicate, parole specialistiche usate senza che ce ne sia il bisogno, elementi della frase che non aggiungono informazioni ma che la rendono più difficile. Infatti burocratese è un termine connotato negativamente in italiano e quindi una parola in qualche modo dispregiativa. Per esempio quest'ultimo paragrafo, "convertito" in burocratese, potrebbe diventare:
Ad un qualsivoglia enunciato della lingua italiana può conferirsi l'attributo caratterizzante di burocratese qualora sia esplicato sotto forma di costrutti obnubilanti e altresì confusi, ovvero forieri di imperfetta comprensione, sia presente un lessico spinto oltre le ragionevoli necessità di trasmissione dei concetti, incorpori elementi sintattico-morfologici contenutisticamente scevri ma nondimeno disagevoli al fine della fluidità comunicativa.
L'esempio mette in luce alcune linee di tendenza descritte in linguistica:
- parole difficili, per esempio connettivi aulici: qualora;
- stile nominale, uso di sostantivi e aggettivi al posto di verbi (imperfetta comprensione; forieri);
- stile impersonale, rinuncia ad allocutivi o all'uso della prima persona; sempre per rendere impersonale lo stile, uso di forme verbali non coniugabili come il participio (caratterizzante, ostacolante) oppure il gerundio;
- costruzione elaborata della frase (ipotassi).

La comparsa di termini difficili da capire nei testi giuridici è comprensibile per la necessità di utilizzare termini con una precisa definizione legale, come aggiotaggio, plusvalenza, catasto, o insider trading, termini insostituibili. Come accennato, comunque, il burocratese vero e proprio comincia a usare espressioni più complicate del necessario dove non ce n'è alcun bisogno.
Sempre in tema di critica allo stile burocratico, si ricorda che in tempi recenti il linguista Michele Cortelazzo si è occupato, per protesta, della cosiddetta traduzione in italiano di un documento ufficiale, le Istruzioni per le operazioni degli uffici elettorali di sezione (2008). Il burocratese, comunque, non è tipico della Repubblica Italiana: per esempio, in lingua norvegese è comparsa in alcuni casi l'espressione "bambini in situazione scolastica" invece del più comune "scolari", che è stata presa ad esempio di cattivo stile ; per quanto riguarda la Svizzera italiana, dove l'italiano burocratico è più semplice, uno dei fenomeni più vistosi del vocabolario amministrativo in uso è il prestito linguistico, per cui diverse creazioni linguistiche vengono importate e tradotte dalle altre lingue ufficiali della Confederazione, dunque dal tedesco e dal francese.